# Neocherentes dilloniorum
Neocherentes dilloniorum is een keversoort uit de familie boktorren (Cerambycidae). De wetenschappelijke naam van de soort is voor het eerst geldig gepubliceerd in 1960 door Tippmann.